# Академия внешней разведки
Ордена Жукова Краснознамённая Академия внешней разведки имени Ю. В. Андропова (АВР) — военное высшее учебное заведение, осуществляющее подготовку кадрового офицерского оперативного состава Службы внешней разведки Российской Федерации и других российских спецслужб.
Бывший Краснознамённый институт имени Ю. В. Андропова КГБ СССР. Находился в подчинении Первого главного управления (внешней разведки) до октября 1991 года, затем Центральной службы внешней разведки СССР. После образования в декабре 1991 года Службы внешней разведки Российской Федерации, институт перешёл в её подчинение и через три года был переименован в Академию внешней разведки.

## История
Академия основана 3 октября 1938 года как Школа особого назначения (ШОН) после личного распоряжения Иосифа Сталина, учебному заведению были выделены 5 объектов в лесных массивах Подмосковья. В 1943 году ШОН переименовали в Разведывательную школу (РАШ) 1-го управления Народного комиссариата государственной безопасности СССР. С сентября 1948 года РАШ переименовали в Высшую разведывательную школу (ВРШ). В переписке в системе КГБ и в обиходе её ещё называли 101-й школой. 19 декабря 1967 года за вклад воспитанников ВРШ в обеспечение безопасности государства её наградили орденом Красного Знамени. А ещё через год Высшую разведывательную школу преобразовали в Краснознамённый институт (КИ) КГБ СССР с правами высшего учебного заведения. В период холодной войны появились новые кафедры. После смерти Юрия Андропова институту было присвоено его имя. В конце 1994 года переименован в Академию внешней разведки (АВР). По состоянию на октябрь 2018 года, академия носила имя Андропова.

## Знаки отличия
- Орден Жукова
- Орден Красного Знамени (1967)

## Руководство

### Начальники
- Гриднев, Вячеслав Васильевич (1954—1960), генерал-майор
- Тишков, Арсений Васильевич (1960—1966), генерал-майор
- Мортин, Фёдор Константинович (1966—1967), генерал-лейтенант
- Гусев, Николай Павлович (1967—1971), полковник ГБ
- Павлов, Виталий Григорьевич (1971—1973), генерал-лейтенант
- Зайцев, Иван Иванович (1973—1986), генерал-майор
- Орлов, Георгий Александрович (1986—1991), генерал-майор
- Ревин, Валентин Алексеевич (1991—1997), генерал-лейтенант
- Грибин, Николай Петрович (1997—2007), генерал-лейтенант
- Губернов, Владимир Петрович[3][4] (с 2007 года), генерал-лейтенант

## Известные преподаватели
- См. Категория:Преподаватели Краснознамённого института КГБ

## Известные выпускники
- См. Категория:Выпускники Краснознамённого института КГБ

## Знаки различия

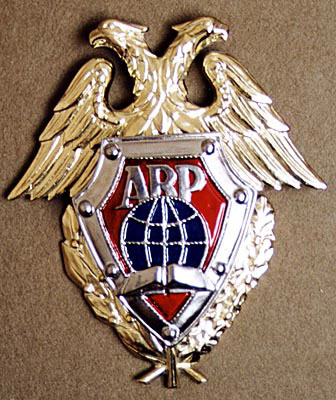
Нагрудный знак АВР
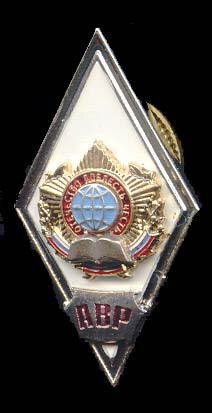
Ромб об окончании АВР

## Расположение объектов КА КГБ СССР
Комплекс Академии СВР России находится в Хлебниковском лесопарке (Московская область, Мытищинский район), недалеко от МКАД, примерно в двух километрах к северо-востоку от посёлка «Нагорное».
У КА КГБ СССР имелись и другие объекты на территории Москвы и Московской области, большая часть которых остаётся неизвестной широкой публике.

## Процесс обучения
Как объясняет преподаватель академии, полковник в отставке Михаил Фролов:
Обучение в нашем институте — своего рода испытательный полигон. Вот я, например, преподавал искусство разведки. Что это значит? Это умение входить в контакт с людьми, умение выбирать нужных нам людей, умение ставить вопросы, которые интересуют нашу страну и наше руководство, умение, если хотите, быть психологом. Поэтому нам приходилось изучить слушателя настолько, чтобы поручиться за него, как за свою правую руку. А в конце учёбы на каждого выпускника мы писали характеристики, которые и определяли его судьбу
О поступлении в Академию генерал Голубев: «Отбирают способных работать в разведке… С кандидатом на приём в Академию разведки — а туда поступают люди только с высшим образованием — работают минимум в течение полугода. Изучают, проверяют, беседуют… В академию сдают экзамены — по иностранному языку, по другим предметам, проходят тестирование… Кстати, поступающий должен свободно владеть каким-либо иностранным языком, а за время учёбы ему дают ещё один или два».
В год создания на первый курс набрали 30 человек. Обучали, в том числе, дипломатическому этикету, хорошим манерам и умению одеваться.
В советские времена слушатели направлялись в воздушно-десантные дивизии, где проходили парашютную подготовку. На период обучения слушатели получают псевдоним, который называется «школьной фамилией».
На заре существования учебного заведения слушатели не имели возможность общаться с родными и прежними знакомыми на протяжении всего срока обучения, длившегося 1 год. Современный процесс обучения длится от 1 года до 3 лет в зависимости от индивидуальной программы. Учебная неделя длится 5 дней, на выходные слушателей отпускают по домам. Программа подготовки будущих разведчиков составляет государственную тайну, в неё входят: международное право, история дипломатических отношений, политология, страноведение, иностранные языки, уроки по развитию зрительной памяти, техники по запоминанию фактов, умениям устанавливать, развивать контакты, вождение автомобиля и другие специальные курсы. Один из главных предметов — оперативная психология (её акцент — особенность поведения различных типов людей, с которыми придётся сталкиваться на практической работе). В академии изучают все последние достижения этой науки и их использование в деятельности иностранных спецслужб.  В академии есть условия для занятий спортом, в том числе теннисные корты, бассейн, тир, зал с татами для борьбы. Возраст абитуриентов от 22 до 30 лет, в числе требований к поступающим — знание иностранного языка, годность к военной службе по состоянию здоровья, они проходят множественные тесты, пишут изложение — проверяется способность верно изложить факты.

## Перебежчики в КА КГБ СССР
- Владимир Пигузов. Работал освобождённым секретарём парткома института, был завербован ЦРУ в 1976 году, в результате чего американские спецслужбы многие годы имели доступ ко всем личным данным слушателей. Раскрыт Олдричем Эймсом. Расстрелян в 1986 году[1].
- Михаил Бутков[норв.]. Секретарь партбюро курса выпуска 1987 года Основного факультета КА КГБ СССР. В 1991 году бежал в Великобританию[9].
- Олег Калугин. Секретарь партийной ячейки в учебной группе. В 2002 году был заочно осуждён за государственную измену и приговорён к 15 годам лишения свободы с отбыванием наказания в колонии строгого режима, по приговору Мосгорсуда лишён воинского звания генерал-майора КГБ, персональной пенсии и двадцати двух государственных наград СССР. Проживает в США.